# Trachypithecus
Trachypithecus é um gênero de macacos da família Cercopithecidae.

## Espécies
- Trachypithecus auratus (É. Geoffroy, 1812)
- Trachypithecus barbei (Blyth, 1847)
- Trachypithecus cristatus (Raffles, 1821)
- Trachypithecus delacouri (Osgood, 1932)
- Trachypithecus ebenus (Brandon-Jones, 1995)
- Trachypithecus francoisi (Pousargues, 1898)
- Trachypithecus geei Khajuria, 1956
- Trachypithecus germaini (Schlegel, 1876)
- Trachypithecus hatinhensis (Dao, 1970)
- Trachypithecus johnii (Fischer, 1829)
- Trachypithecus laotum (Thomas, 1921)
- Trachypithecus obscurus (Reid, 1837)
- Trachypithecus phayrei (Blyth, 1847)
- Trachypithecus pileatus (Blyth, 1843)
- Trachypithecus poliocephalus (Trouessart, 1910)
- Trachypithecus shortridgei (Wroughton, 1915)
- Trachypithecus vetulus (Erxleben, 1777)